# Caradrina diabolica
Caradrina diabolica är en fjärilsart som beskrevs av Charles Boursin, 1942. Caradrina diabolica ingår i släktet Caradrina och familjen nattflyn, Noctuidae. Inga underarter finns listade i Catalogue of Life.